# Feather Dusted
Pour plus de détails, voir Fiche technique et Distribution.
Feather Dusted est un court métrage d'animation de la série Merrie Melodies réalisé par Robert McKimson qui met en scène Charlie le coq, Miss Prissy et Eggbert. Le court métrage a été diffusé pour la première fois le 15 janvier 1955.

## Fiche technique
- Réalisation : Robert McKimson
- Scénario : Tedd Pierce
- Production : Warner Bros. Cartoons
- Musique originale : Milt Franklyn
- Montage : Treg Brown
- Format : 35 mm, ratio 1.37 :1, couleur Technicolor, mono
- Durée : 7 minutes
- Pays de production :  États-Unis
- Langue : anglais
- Genre : animation
- Distribution : 
  - 1955 : Warner Bros. Pictures cinéma
- Date de sortie : 
  - États-Unis : 15 janvier 1955

## Distribution
- Charlie le coq
- VO par Mel Blanc (voix)
- Miss Prissy
- VO par Bea Benaderet (voix)